# Neohydrocoptus megas
Neohydrocoptus megas là một loài bọ cánh cứng trong họ Noteridae. Loài này được Omer-Cooper miêu tả khoa học đầu tiên năm 1957.